# Theodor Schieffer

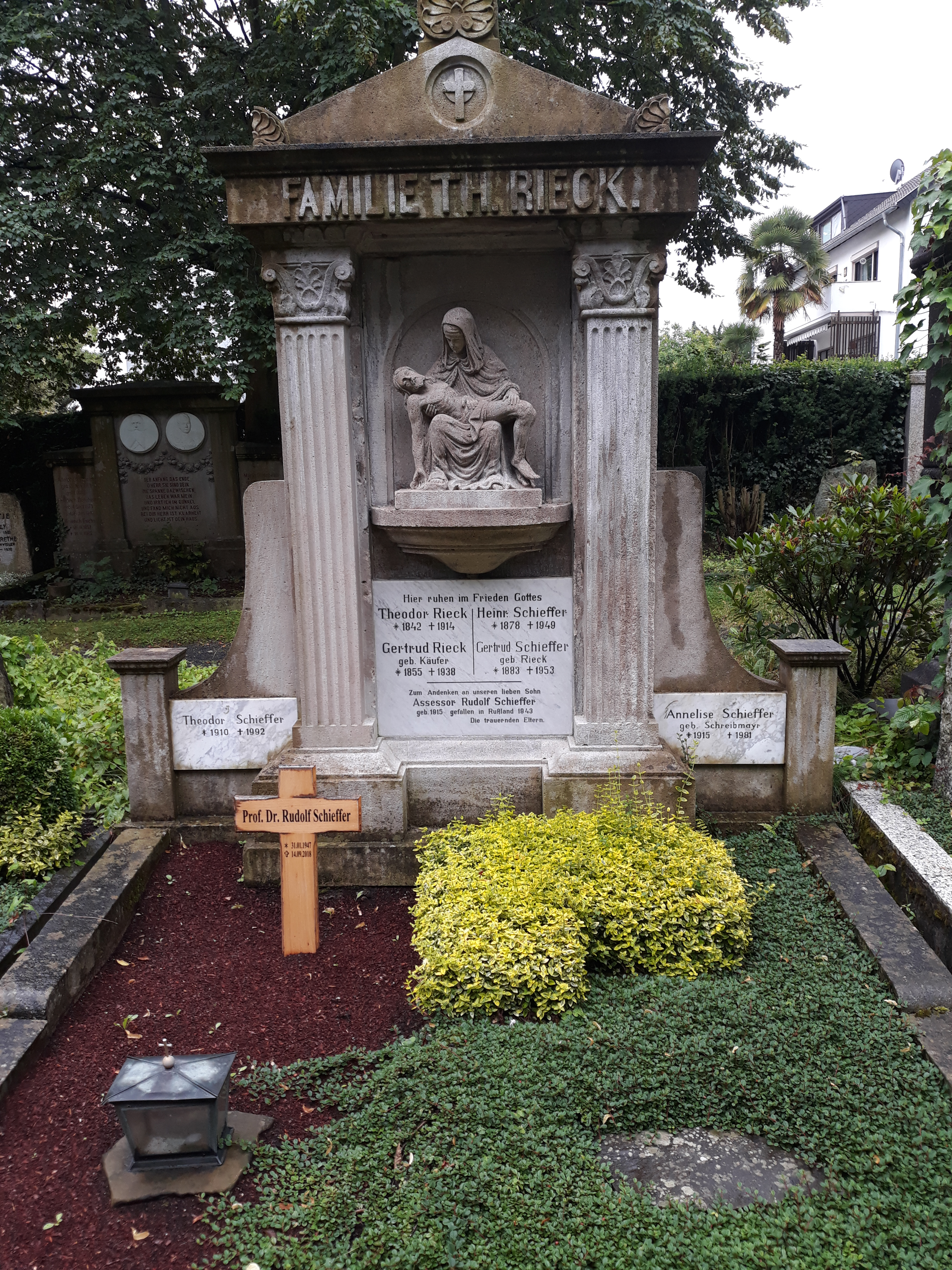
Das Grab von Theodor Schieffer und seiner Ehefrau Annelise geborene Schreibmayr im Familiengrab Rieck auf dem Burgfriedhof Bad Godesberg in Bonn

Theodor Schieffer (* 11. Juni oder 11. Juli 1910 in Bad Godesberg; † 9. April 1992 ebenda) war ein deutscher Historiker und Diplomatiker, der die Geschichte des frühen und hohen Mittelalters erforschte. Er bekleidete Lehrstühle für Mittelalterliche Geschichte an den Universitäten Mainz (1951–1954) und Köln (1954–1975). Schieffer gehörte als Urkundeneditor zu den bedeutendsten Diplomatikern in der zweiten Hälfte des 20. Jahrhunderts.

## Leben und Wirken
Theodor Schieffer, Sohn eines Volksschulrektors und späteren Stadtschulrates, studierte von 1929 bis 1935 Geschichte, Romanistik und Klassische Philologie in Bonn, Berlin und Paris. In Bonn wurde er Mitglied des K.St.V Arminia und in Berlin des K.St.V. Semnonia im Kartellverband. Anschließend wurde er 1934 bei Wilhelm Levison promoviert über das Thema: Die päpstlichen Legaten in Frankreich vom Vertrage von Meersen (870) bis zum Schisma von 1130. 1935 wurde er Mitarbeiter der Monumenta Germaniae Historica (MGH). Von deren Präsidenten Paul Fridolin Kehr und seinem Nachfolger Edmund E. Stengel wurden ihm die selbstständige Bearbeitung der Diplomata Lothars I., Lothars II., Zwentibolds, Ludwigs des Kindes und der burgundischen Könige übertragen; aus dieser Beschäftigung ging 1942 seine Habilitationsschrift Das Urkundenwesen der Könige von Burgund hervor. Er wechselte in den Archivdienst, da er eine kritische Haltung gegenüber dem Nationalsozialismus hatte. Um eine beschleunigte Verbeamtung nach dem Ende der Archivarausbildung zu erreichen, trat Schieffer zum 1. Dezember 1939 in die NSDAP ein (Mitgliedsnummer 7.280.318). 1939 legte er die Archivprüfung ab und wurde Staatsarchivassessor am Geheimen Staatsarchiv, 1942 dort Staatsarchivrat. Vom Sommer 1940 bis Anfang 1942 gehörte er der Archivschutzkommission in Paris an und leitete umfangreiche Verfilmungsmaßnahmen in nordfranzösischen und belgischen Archiven. 1942 heiratete Schieffer in Berlin. Aus der Ehe stammten zwei Töchter und ein Sohn. Sein 1947 geborener Sohn Rudolf Schieffer war von 1994 bis 2012 Präsident der Monumenta Germaniae Historica.
Nach dem Krieg stand einer Universitätslaufbahn nichts mehr im Wege und so wurde er 1946 zunächst Dozent mit dem Titel eines außerplanmäßigen Professors an der neu gegründeten Universität Mainz, 1951 wurde er dort ordentlicher Professor. Einen zwischenzeitlichen Ruf auf den Münchener Lehrstuhl von Rudolf von Heckel lehnte er ab. Als Nachfolger von Gerhard Kallen wechselte er 1954 auf den Lehrstuhl für Mittlere und Neuere Geschichte sowie Geschichtliche Hilfswissenschaften nach Köln. Dort lehrte er bis zu seiner Emeritierung 1975. Eine Berufung nach Wien lehnte er ab. Zu Schieffers akademischen Schülern gehörten unter anderem Egon Boshof, Ludwig Falkenstein, Hermann Jakobs, Hans Heinrich Kaminsky und Josef Semmler.
Von 1952 bis 1955 war er Präsident der Gesellschaft für mittelrheinische Kirchengeschichte. Er wurde 1956 Mitglied der Zentraldirektion der Monumenta Germaniae Historica in München, ebenso 1957 in der Historischen Kommission bei der Bayerischen Akademie der Wissenschaften und 1964 dann auch in der Rheinisch-Westfälischen Akademie der Wissenschaften und ebenfalls 1964 als korrespondierendes Mitglied der Göttinger Akademie der Wissenschaften und seit 1969 als ordentliches Mitglied. Schieffer war von 1968 bis 1974 Mitherausgeber der Historischen Zeitschrift. Seinem eigenen Wunsch entsprechend erhielt Schieffer keine Festschrift. Am 9. April 1992 starb Schieffer in seiner Geburtsstadt Bad Godesberg. Nach seinem Tod erschien eine kleine von der MGH herausgegebene Gedenkschrift. Nach dem Tod seines Sohnes wurde sein wissenschaftlicher Nachlass dem Archiv der MGH übergeben.
Schieffer veröffentlichte 1954 zum 1200. Gedenktag von Bonifatius die bahnbrechende Studie Winfrid-Bonifatius und die christliche Grundlegung Europas. Dabei vermied Schieffer eine Heroisierung des angelsächsischen Missionars und stellte nüchtern fest: „Der Heidenprediger, der Bistums- und Klostergründer, der Märtyrer ist nicht zu lösen von dem autoritätsgläubigen, scheinbar schwunglosen, ängstlich-kleinlichen, unselbständigen, ja engherzigen Repräsentanten der römischen Amtskirche“. Auf einem Vortrag bei den Bonifatius-Feierlichkeiten in Mainz im Juni 1954 zeichnete Schieffer ein schnörkelloses Bild des Missionars. Für Bonifatius lehnte Schieffer den Titel „Apostel der Deutschen“ ab. Vielmehr wurde Bonifatius zum Architekten des christlichen Europas im Sinne des Abendlandes umgedeutet. Doch auch für Schieffer war Bonifatius „ein bahnbrechender Mitbegründer unseres Kulturkreises“. Für die von Peter Rassow herausgegebene Darstellung Deutsche Geschichte im Überblick verfasste Schieffer den Beitrag über Das Zeitalter der Salier 1024–1125.

## Schriften (Auswahl)
- (Hrsg.) Handbuch der europäischen Geschichte. Bd. 1: Europa im Wandel von der Antike zum Mittelalter. Klett-Cotta, Stuttgart 1976.
- Die deutsche Kaiserzeit. (900–1250). Ullstein, Frankfurt 1975.
- Die Lothringische Kanzlei um 900. Böhlau, Köln/Graz 1958.
- Winfrid-Bonifatius und die christliche Grundlegung Europas. Herder, Freiburg 1954.
- Angelsachsen und Franken. Zwei Studien zur Kirchengeschichte des 8. Jahrhunderts (= Abhandlungen der Akademie der Wissenschaften und der Literatur. Geistes- und sozialwissenschaftliche Klasse. Jahrgang 1950, Bd. 20). Verlag der Wissenschaften und der Literatur in Mainz (in Kommission bei Franz Steiner Verlag, Wiesbaden), Wiesbaden 1951.
- Die päpstlichen Legaten in Frankreich vom Vertrage von Meersen (870) bis zum Schisma von 1130. Ebering, Berlin 1935.